# Нідернгалль
Нідернгалль (нім. Niedernhall) — місто в Німеччині, знаходиться в землі Баден-Вюртемберг. Підпорядковується адміністративному округу Штутгарт. Входить до складу району Гоенлое.
Площа — 17,71 км2. Населення становить 4073 ос. (станом на 31 грудня 2020).